# Grandifoxus vulpinus
Grandifoxus vulpinus is een vlokreeftensoort uit de familie van de Phoxocephalidae. De wetenschappelijke naam van de soort is voor het eerst geldig gepubliceerd in 1982 door Coyle.